# Aloszcza (stacja kolejowa)
Aloszcza (biał. Алёшча, ros. Алёща) – stacja kolejowa w miejscowości Aloszcza, w rejonie połockim, w obwodzie witebskim, na Białorusi. Położona jest na linii Newel - Połock.
Jest to pierwszy punkt zatrzymywania się pociągów tej linii, położony na Białorusi, za granicą z Rosją. Granica państwowa położona jest ok. 3,7 km od stacji.